# Balantiopsis
Balantiopsis es un género de musgos hepáticas de la familia Balantiopsaceae. Comprende 48 especies descritas y de estas, solo 19 aceptadas.

## Taxonomía
El género fue descrito por William Mitten  y publicado en Handbook of the New Zealand Flora 751. 1867.  La especie tipo es: Balantiopsis diplophylla (Hook. f. & Taylor) Mitt. 

## Especies aceptadas
A continuación se brinda un listado de las especies del género Balantiopsis aceptadas hasta diciembre de 2014, ordenadas alfabéticamente. Para cada una se indica el nombre binomial seguido del autor, abreviado según las convenciones y usos.	
- Balantiopsis asymmetrica (Herzog) J.J. Engel
- Balantiopsis bisbifida (Stephani) Stephani
- Balantiopsis brasiliensis Stephani
- Balantiopsis cancellata (Nees) Stephani
- Balantiopsis ciliaris S. Hatt.
- Balantiopsis convexiuscula Berggr.
- Balantiopsis crocea Herzog
- Balantiopsis diplophylla (Hook. f. & Taylor) Mitt.
- Balantiopsis erinacea (Hook. f. & Taylor) Mitt.
- Balantiopsis hastatistipula Stephani
- Balantiopsis lingulata R.M. Schust.
- Balantiopsis montana (Colenso) J.J. Engel & G.L. Merr.
- Balantiopsis neocaledonica Pearson
- Balantiopsis paucidens Stephani
- Balantiopsis purpurata Mitt.
- Balantiopsis rosea Berggr.
- Balantiopsis splendens (Stephani) J.J. Engel & G.L. Merr.
- Balantiopsis tumida Berggr.
- Balantiopsis verrucosa J.J. Engel & G.L. Merr.